# Dana (Sängerin, 1986)

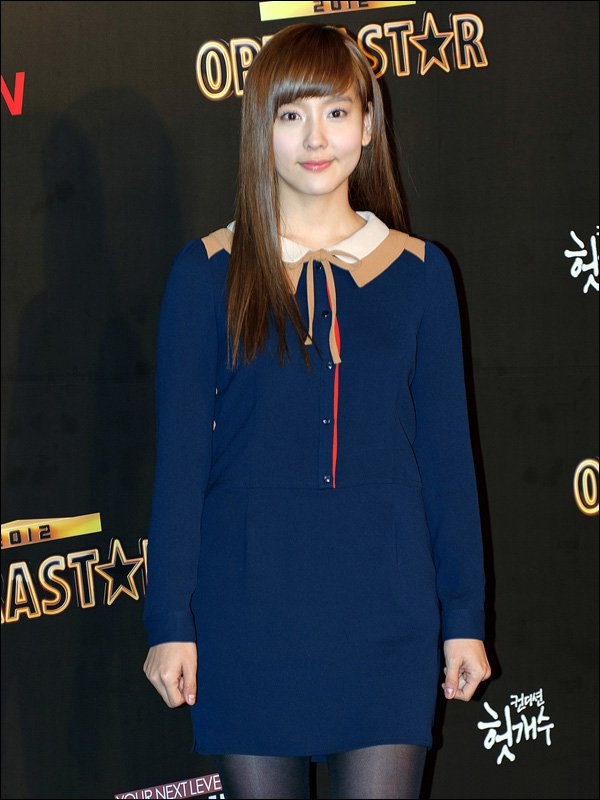
Dana beim Operastar 2012

Hong Sung-mi (* 17. Juli 1986 in Seoul, Südkorea) ist in Südkorea bekannt unter ihrem Künstlernamen Dana. Ursprünglich war sie eine Solo-Sängerin und debütierte 2001. Mittlerweile ist sie Gruppenmitglied der südkoreanischen Girlband The Grace, welche 2005 debütierte.

## Karriere
Dana fing früh als Solo-Sängerin bei Lee Soo-mans Plattenfirma SM Entertainment an, ihr Ziel sollte „die nächste BoA“ sein. Im Jahre 2000 hatte sie eine Rolle mit H.O.T. im 3D-Film zu Age of Peace (kor. 평화의 시대; dt. Jahrhundert des Friedens), sie spielte die Rolle „Dana“. Anschließend wirkte sie 2001 im ersten Musikvideo von Kangta, „Polaris“, mit. Ein Jahr später, 2002, spielte sie in der südkoreanischen Sitcom zu Nonstop 3 mit und spielte auch hier ihre eigene Rolle.
Dana brachte zwischen 2001 und 2003 zwei koreanische Studioalben auf den Markt. Am 1. September 2001 brachte sie ihr erstes Album Sesangkkeutkkaji (세상끝까지; „Weit vom Ende der Welt“) auf den südkoreanischen Markt, welches gut beim Publikum ankam. Auf dem Album gab es ein Musikvideo zum Lied „Diamond“, welcher ein Duett mit Yunho (TVXQ) ist. Am 1. Oktober 2003 versuchte sie mit einem weiteren Album, Namgyeodun Iyagi (남겨둔 이야기; „Vielleicht“), am ersten Erfolg anzuknüpfen, was nicht gelang.
Seit 2005 ist sie Gruppenmitglied der südkoreanischen Girlgroup The Grace. Sie traten in der Volksrepublik China und Japan auf. Für die vierte japanische Single, nahm sie als B-Side den Song Sayonara No Mukou Ni auf. Die Band nahm allerdings seit 2009 eine längere Pause ein und es ist auch unbekannt wann sie zurückkommen wollen.
Seit 2010 spielt sie auch in einigen Musicals mit. Ihr erstes war (고궁뮤지컬 대장금) Daejanggeum Season Three, in der sie die Rolle 서장금 spielte. Im selben Jahr spielte sie auch in der südkoreanischen Version zum Musical Rock of Ages mit und spielte die Rolle als „Sherrie Christian“. In diesem Musical waren mehrere bekannte Prominente dabei wie zum Beispiel Sunday oder Onew und Jay, welcher aus der südkoreanischen Band Trax ist. Von 2010 bis 2011 war sie auch im südkoreanischen Musical zu (삼총사)The Three Musketeers aktiv und spielte die Rolle als „Constance“. Hier spielte Jay und Kyuhyun aus Super Junior mit.
Ende Juni 2011 kündigte SM Entertainment an, dass die Band „The Grace“ wiederzurückkommen soll, allerdings als erweiterte Gruppe. Die erweiterte Gruppe heißt The Grace: Dana & Sunday und besteht nur aus den zwei Gruppenmitgliedern Dana und Sunday. Am 8. Juli 2011 veröffentlichten sie das Musikvideo zur neuen Single „One More Chance“. Die Single wird im Digital-Format seit dem 11. Juli 2011 angeboten.
Für die Serie „For You in Full Blossom“ (아름다운 그대에게) nahm Dana den Titel „Maybe We“ (어쩌면 우린) auf, es ist ein durchgängiges Disco-Poplied und befindet sich auf dem Soundtrack zur Serie, welcher The OST Part 4 for SBS Drama 아름다운 그대에게 (For You in Full Blossom) heißt. Das Soundtrack-Album erschien im September 2012.

## Diskografie

### Studioalben
| #  | Titel                 | Veröffentlichung   |
| -- | --------------------- | ------------------ |
| 1. | First Album           | 10. September 2001 |
| 2. | 남겨둔 이야기 (Maybe) | 01. Oktober 2003   |

### Musikvideos
| #  | Titel                        |
| -- | ---------------------------- |
| 1. | Sesangkkeutkkaji 세상끝까지  |
| 2. | Diamond                      |
| 3. | 남겨둔 이야기                |
| 4. | What Is Love (Original Ver.) |

### Veröffentlichungen mit The Grace
→ Hauptartikel: The Grace/Diskografie

### Veröffentlichungen als Dana & Sunday
| #  | Titel                        | Veröffentlichung | Format         | Verkäufe |
| -- | ---------------------------- | ---------------- | -------------- | -------- |
| 1. | 나 좀 봐줘 (One More Chance) | 11. Juli 2011    | Digital Format | 834.000  |

## Aktivitäten als Schauspielerin
| Jahr      | Titel                                        | Rolle             | Anmerkung                 |
| --------- | -------------------------------------------- | ----------------- | ------------------------- |
| 2000      | (평화의 시대) Age of Peace                   | Dana              | 3D Movie mit H.O.T        |
| 2001      | Polaris                                      | Sich selbst       | Kangtas erstes Musikvideo |
| 2002      | Nonstop 3                                    | Dana              | Sitcom                    |
| 2010      | (고궁뮤지컬 대장금) Daejanggeum Season Three | 서장금            | Musical                   |
| 2010      | (락 오브 에이지) Rock of Ages                | Sherrie Christian | Musical mit Sunday        |
| 2010–2011 | (삼총사) The Three Musketeers                | Constance         | Musical mit Kyuhyun       |
| 2012      | (아모레미오) Amore Mio                       | Mi-rae (미래)     | Spezielles Drama          |
| 2012      | (캐치 미 이프 유캔) Catch Me If You Can      | Brenda Strong     | Musical                   |